# Tropidurus imbituba
Tropidurus imbituba — вид ігуаноподібних ящірок родини Tropiduridae. Ендемік Бразилії.

## Поширення і екологія
Tropidurus imbituba відомі з типової місцевості, розташованої в околицях Імбітуби в штаті Санта-Катарина. Вони живуть в атлантичних лісах, серед скель Морро-ду-Фарол.

## Збереження
МСОП класифікує цей вид як такий, що перебуває на межі зникнення. Tropidurus imbituba загрожує знищення природного середовища.